# Чернышевский (Якутия)
Чернышевский — посёлок городского типа в Мирнинском районе Республики Саха (Якутия) России. Образует городское поселение посёлок Чернышевский.

## География
Расположен в Западной Якутии, на правом берегу р. Вилюй, в 100 км к северо-западу от улусного центра г. Мирного. Население — 5021 чел. (2010 г.). По переписи 1989 года численность населения составляла 8,3 тыс. чел.

## История
Чернышевский – поселок, расположенный в бассейне реки Вилюй. Площадь составляет 124641 тыс. га. Численность населения на 01.01.2024 г. составляла 3383 человек.
Основным водным объектом на территории является Вилюйское водохранилище. В п. Чернышевский основные дороги с асфальтовым покрытием, с ливнестоками, имеются очистные сооружения, централизованное тепловодоснабжение. Градообразующее предприятие – Каскад Вилюйских ГЭС. Электроэнергия, вырабатываемая обеими гидроэлектростанциями, по линиям 220 кВ передается промышленным предприятиям, городам и селам.
На территории поселка функционирует 31 предприятие, организаций, учреждений и филиалов различных форм собственности. Основная масса работающих сосредоточена на предприятиях Каскада Вилюйских ГЭС им. Е.Н. Батенчука, Вилюйского филиала «Теплоэнергосервис», в культурно-образовательном центре, кадетской школе-интернате им. Г.Н. Трошева, Мирнинского дома интернат для престарелых и инвалидов, Чернышевской городской больнице, средней школе №3 и.т.д.
Поселок имеет полный набор учреждений социально-бытовой сферы: больничный комплекс, общеобразовательную школу №3, Центр дополнительного образования детей, один детский сад, спортивный комплекс с бассейном, хоккейный корт, детскую музыкальную школу, Дом культуры, почту, 23 магазина, торговый комплекс, банно-прачечный комбинат, АЗС ОАО «Саханефтегазсбыт» и др. 
2024 - избран Главой ГП "Поселок Чернышевский" Леонид Леонидович ЖАЛСАРАЕВ

## Население
| 1970  | 1979  | 1989  | 2002  | 2009  | 2010  |
| ----- | ----- | ----- | ----- | ----- | ----- |
| 9394  | ↘6029 | ↗8298 | ↘5310 | ↘5100 | ↘5025 |
| 2011  | 2012  | 2013  | 2014  | 2015  | 2016  |
| ↘4989 | ↗4998 | ↘4687 | ↘4513 | ↘4389 | ↘4385 |
| 2017  | 2018  | 2019  | 2020  | 2021  | 2023  |
| ↘4356 | ↘4288 | ↘4116 | ↘3982 | ↘3482 | ↘3383 |

## Инфраструктура
Выполняет функции энергетического центра. В черте посёлка ГЭС, рыбоводный завод, автопредприятия, производство стройматериалов, геологоразведочная экспедиция, молокозавод, научная станция (ВНИМС). Имеются Дом культуры, средние общеобразовательные и музыкальная школы, учреждения здравоохранения, торговли и бытового обслуживания.